# Pacing (Padas)
Pacing is een bestuurslaag in het regentschap Ngawi van de provincie Oost-Java, Indonesië. Pacing telt 2804 inwoners (volkstelling 2010).